# 松阪競輪場
松阪競輪場（まつさかけいりんじょう）は三重県松阪市にある競輪場である。施設所有および主催は松阪市。競技実施はJKA中日本地区本部中部支部。電話投票の競輪場コードは47#。

## 概要
松阪競輪場は1950年に開設された（5月23日に第1回開催）。2003年の11月より三連単（7賭式）が全国で最後に導入され（最初の場から約2年後）、全ての競輪場で三連単が買えるようになった。
四日市競輪場と交互に開催され、四日市競輪場開催時は場外発売を行っていたが2007年度より四日市競輪場が記念競輪(GIII)を除きナイター競走による開催に移行した為、当場での場外発売は2006年度末をもっていったん廃止された。2024年現在はナイター最終まで四日市競輪の場外発売が再開されている。
記念競輪(GIII)として「蒲生氏郷杯王座競輪」が開催されており、元々は毎年7月に開催されていたが、近年は11月に開催時期が移動され、2014年と2015年は5月、2016年度は2017年3月、2021年と2023年は9月、2022年と2025年と2026年は10月、2024年度は2025年1月に開催される。開催2日目のシード優秀競走は、2013年までは現在の三重県松阪市出身の国学者の本居宣長の名を取り、「本居宣長賞」の名称で行われていたが、2014年から地元の特産品である松阪牛の名を取り、「松阪牛賞」の名称で行われている。
特別競輪は2002年と2007年にふるさとダービーが開催され、「蒲生氏郷杯」の名称は2日目のシード優秀競走に使用された。また2011年と2019年に共同通信社杯が（2011年は共同通信社杯秋本番として開催）、2021年にウィナーズカップが開催された。
2018年6月19日からミッドナイト競輪が開催されている。なお、2025年9月にミッドナイトでのGIIIを開催する。また、2020年9月7日よりナイター競輪「ぎゅうっと松阪ナイトレース」を開始した。
2023年に管理棟が立て替えられた。敢闘門の上にはLEDモニターが設けられ、レースタイトルなどを表示している。
イベントとして、毎月一回（基本的に最終週の日曜日だが競輪開催の都合で変動あり）に「自転車コーチングデー」が開催されており、元選手によるバンクでの自転車の乗り方などの指導が受けられる（予約不要。開催当日、バンクに直接集合）。
競輪場併設の選手宿舎には「松阪スポーツ振興研修センター」の名称が付けられており、競輪開催期間中や休館日以外であれば一般人の利用も可能である。宿泊（原則として15名以上の団体に限る）のほか、トレーニングジム（個人でも利用可）や貸会議室等での利用にも対応している。
トータリゼータシステムは日本トーターを採用している。
京都向日町競輪場の改修のため、京都府営の借り上げ開催が本場にて2024年10月〜2025年3月にかけてF1・F2開催にて行われる。尚、京都府営開催の実況は、京都向日町競輪場で実況を担当している滝口久が担当する。

## チャリロト
2017年4月30日より重勝式投票「チャリロト」の発売が開始された。なお松阪は豊橋競輪場・別府競輪場・熊本競輪場・小倉競輪場とキャリーオーバーを共有する『グループG』としての発売となり、キャリーオーバーの対象外であるチャリロト3については松阪の発売はない。

## 存続問題と民間委託
近年は赤字経営が続いていることから、民間企業への委託を図るための計画を市として作成し、そのための補正予算案を議会に提出したが、2012年11月の松阪市議会と、12月28日の臨時市議会で、いずれも否決される。これを受け山中光茂松阪市長は「廃止の方向で協議」と表明した。
しかし直後の2013年1月に行われた市長選で、山中は再選を果たしたことから再び民間委託の方向を探ることになり、4月には他場の開催業務を受託している日本写真判定 (当時。現・株式会社JPF)とアドバイザー契約を結び、民間委託であれば今後の開催は市側が赤字とならないことを示した上で、改めて市民に対し公開プレゼンテーションを行なうための予算案を議会に諮り、可決された  。これを受け業務委託企業が応募されたが、先にアドバイザー契約を結んでいた日本写真判定1社のみであったため、そのまま日本写真判定が6月1日に応募企業として公開プレゼンテーションを行なっている。
そして業務委託に向けた補正予算案が議会に提出され、6月21日に可決された。これにより松阪競輪場は同年7月1日より日本写真判定による業務委託の下で運営されることになり、当面は存続されることになった。

## キャラクター
イメージキャラクターは牛の「マック」（1998年8月17日に命名）と「マッキー」（2004年11月16日に登場）。それにちなんで「マックカップ争奪戦」「マッキーカップ争奪戦」が開催されている。
2020年に当時のマック＠松阪競輪公式ツイッターにて、「マックズ」結成に際し、新キャラクター8つのうち7つの名前を公募し決定した（1番車は皿屋豊選手が命名、3番車は元々赤いヘッドギアを装着していた「マック」が担当）。取手競輪場や防府競輪場のキャラクターのように、（もう1者従来からいる「マッキー」は別として）9者が出揃った。
- 1番車 : マーリン
- 4番車 : モンチ
- 7番車 : ナック

- 2番車 : ニック
- 5番車 : ゴンタ
- 8番車 : モモ

- 3番車 : マック
- 6番車 : タテナガ
- 9番車 : パチパチ

## バンク
1周の長さは400mでマッコーネル緩和曲線を採用。直線の長さは標準的だが、カントがややきついため捲りや追い込みが決まりやすく、先行タイプの選手には厳しいバンクといわれている。

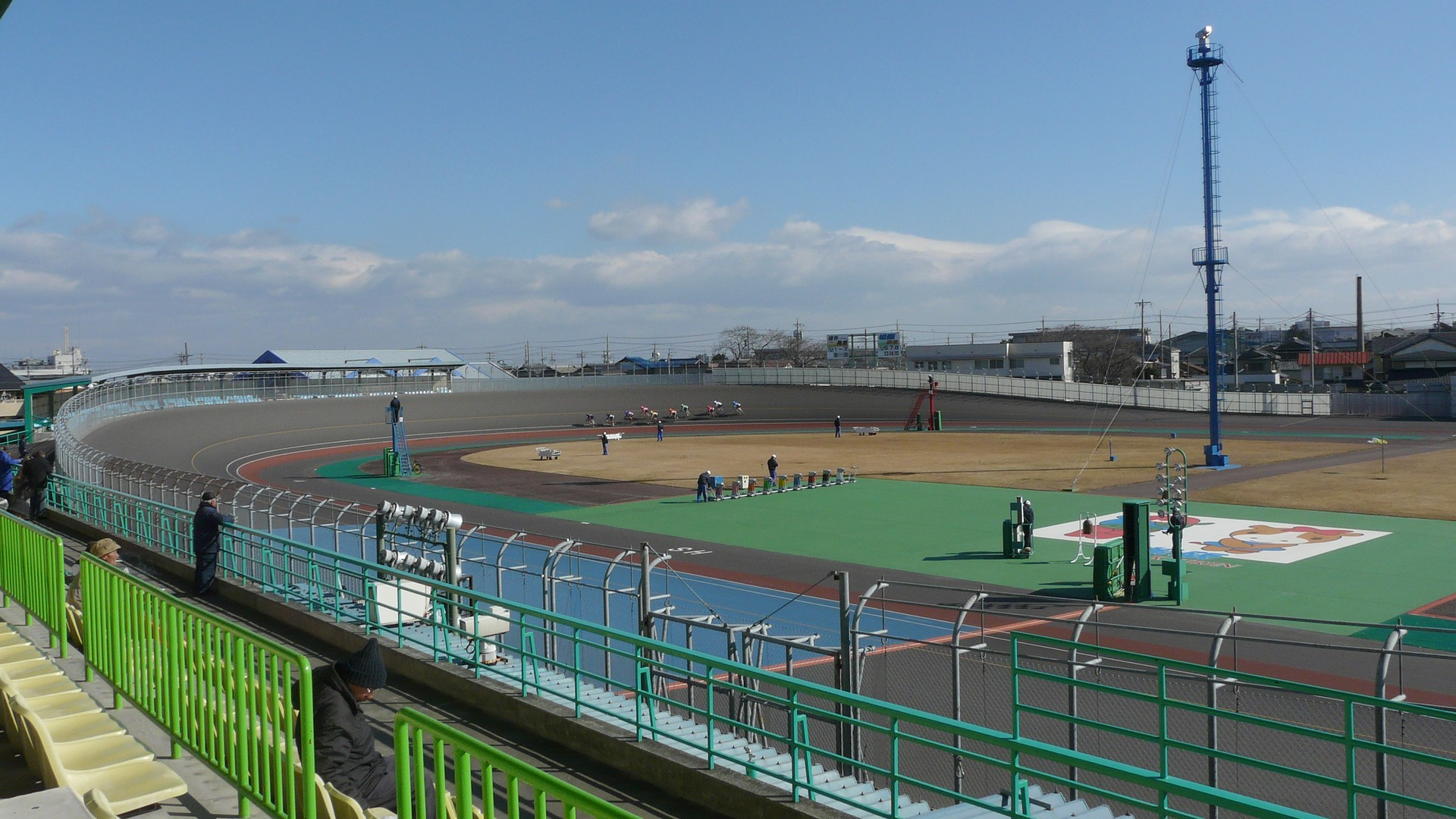
バンク
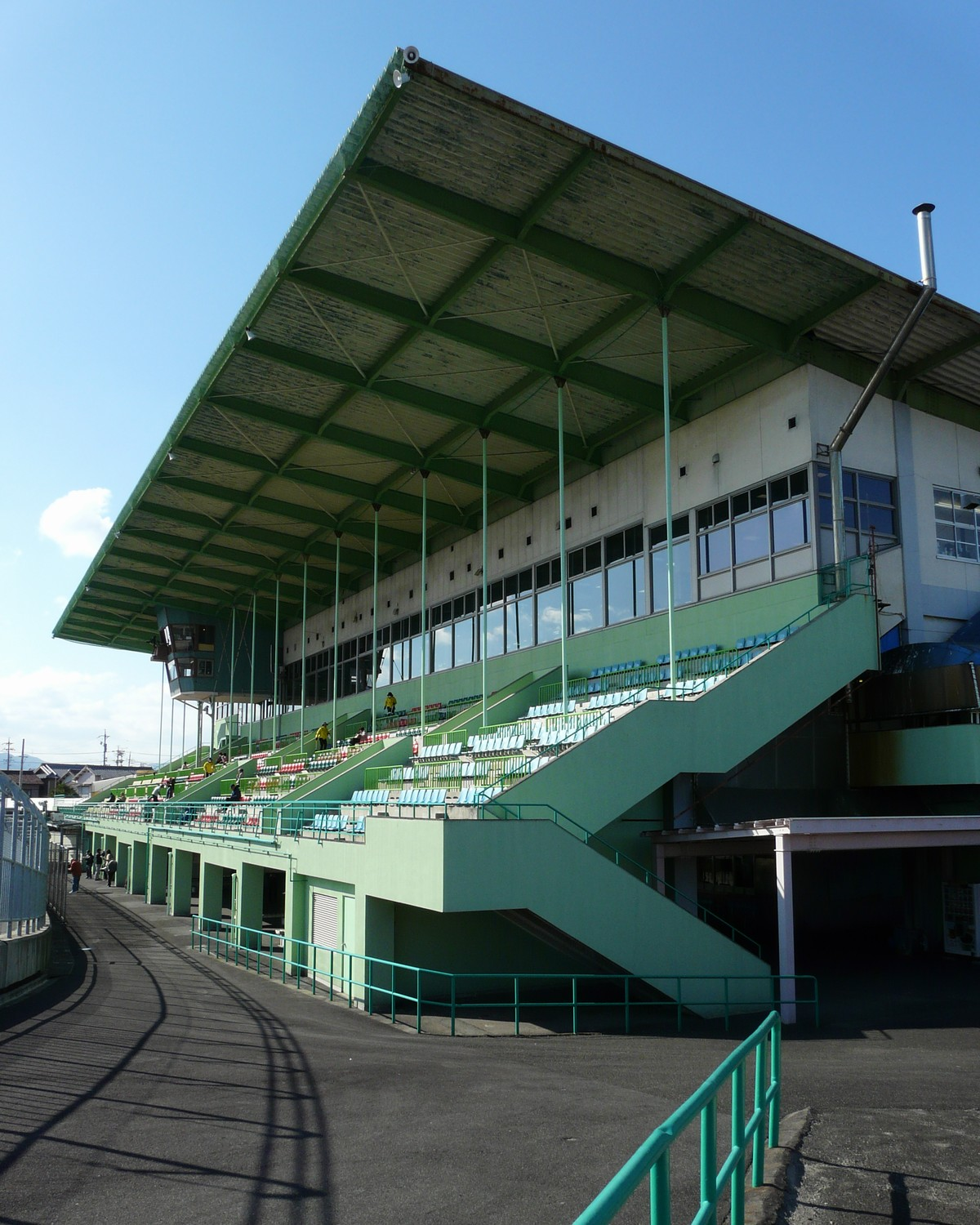
観客席
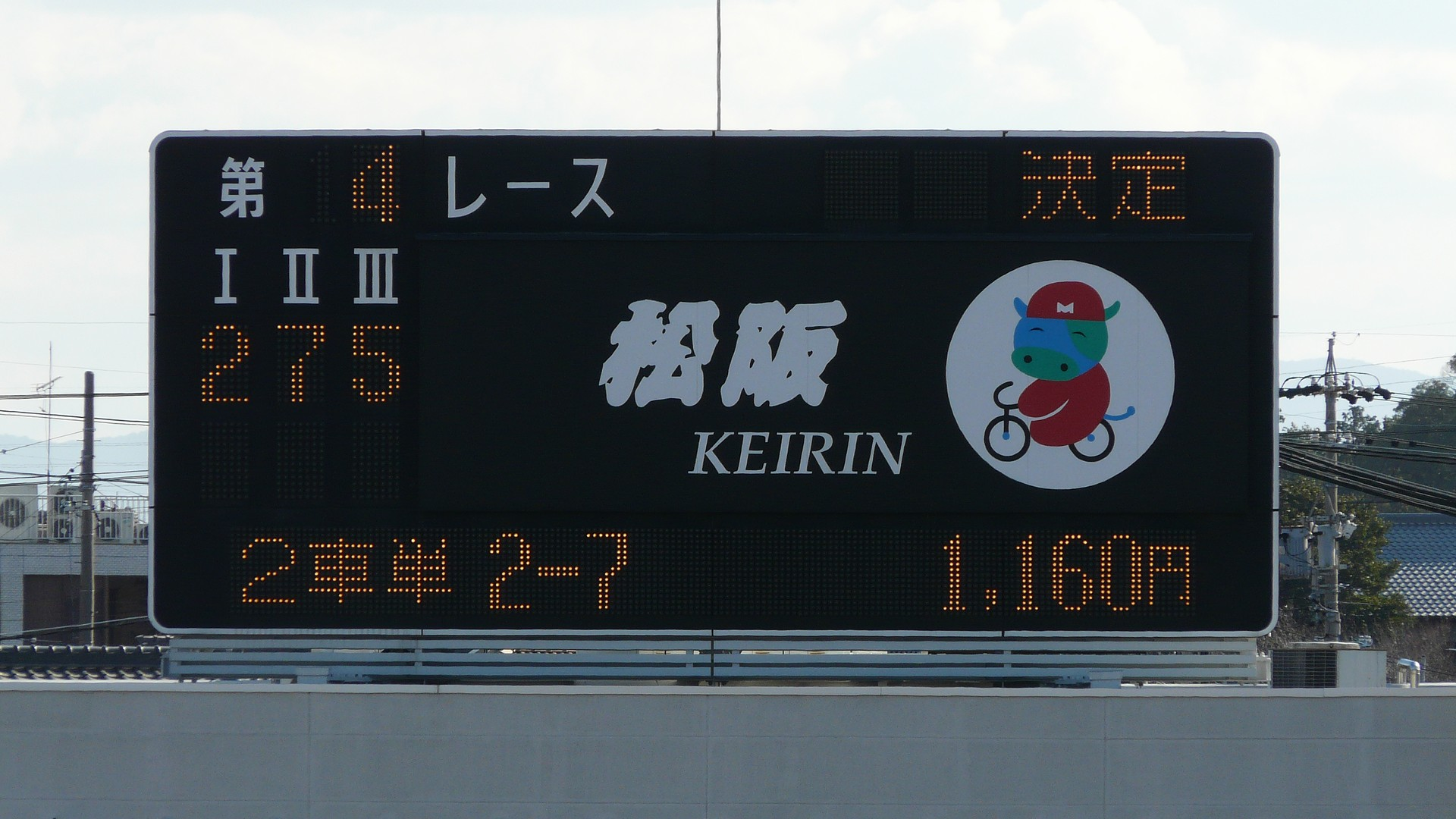
電光掲示板

## 交通アクセス
- JR東海（紀勢本線・名松線）・近鉄山田線「松阪駅」下車、南口を出て左側の3番・4番バス乗り場から三重交通路線バス利用で5～6分。「春日町」バス停下車徒歩約2分[18]。
  - 乗り場そばの三重交通窓口にて無料乗車券（往路分のみ）を配布。平日8時30分から18時、土日9時から17時の間（但し全日12時30分から13時30分をのぞく）。
  - 復路分は競輪場の前売発売所及び場内サイクルシアター受付にて配布。春日町バス停より松阪駅前までのみ乗車可能（往復とも途中下車は不可）。
- 松阪駅及び近鉄山田線東松阪駅より徒歩約20分。
- 松阪市コミュニティバス鈴の音バス「松阪競輪場前」バス停下車徒歩約7分。

## 場外車券売場
- 川越場外 - 三重郡川越町亀崎新田18-7桑名駅前バスロータリーより無料バス有

（四日市競輪がない場合のみ近鉄四日市駅より無料バス有り）

## 歴代記念競輪優勝者
| 年        | 優勝者     | 登録地 |
| --------- | ---------- | ------ |
| 2003年    | 松岡彰洋   | 三重   |
| 2004年    | 望月永悟   | 静岡   |
| 2005年    | 小嶋敬二   | 石川   |
| 2006年    | 神山雄一郎 | 栃木   |
| 2008年    | 岩見潤     | 三重   |
| 2009年    | 中川誠一郎 | 熊本   |
| 2010年    | 園田匠     | 福岡   |
| 2012年    | 浅井康太   | 三重   |
| 2013年    | 山内卓也   | 愛知   |
| 2014年    | 金子貴志   | 愛知   |
| 2015年    | 鈴木庸之   | 新潟   |
| 2017年    | 古性優作   | 大阪   |
| 2018年    | 稲川翔     | 大阪   |
| 2019年    | 村上博幸   | 京都   |
| 2021年    | 浅井康太   | 三重   |
| 2022年    | 山田久徳   | 京都   |
| 2023年    | 郡司浩平   | 神奈川 |
| 2025年1月 | 郡司浩平   | 神奈川 |
| 同年10月  |            |        |
| 2026年    |            |        |

※1節4日間制開催となった、2002年4月以降の歴代記念競輪優勝者を列記。

### その他のG3
| 年     | 種別           | 開催名称           | 優勝者   | 登録地 |
| ------ | -------------- | ------------------ | -------- | ------ |
| 2024年 | G3             | 施設整備等協賛競輪 | 芦澤辰弘 | 茨城   |
| 2025年 | ミッドナイトG3 |                    |          |        |
| 2026年 | ナイターG3     |                    |          |        |